# Билярд
Билярд (на английски: Billiards) е общото наименование за игри на закрито (незадължително), които се играят на специални за целта маси с щека, която се използва като средство за удряне на топките. Крайната цел на отделните игри е различна, като заедно с това се различават и характеристиките на масите и щеките при отделните разновидности на билярда.

## История на билярда
Билярдните игри произхождат от игра, подобна на крикета, която се е играела през 15 век във Франция. Тогава играта се играела на открито, върху трева и целта е била топката да бъде прекарана през малки вратички. Впоследствие играта се е преместила на закрито, върху маса. Въпреки това се смята, че вратичката, подобна на тези в крикета, е останала част от играта още известно време. През 16 век се е играело върху маса, покрита със зелен плат. Масите не са разполагали със специални бордове, а е използвана обикновена преграда. Характерно за тогавашната форма на играта е, че топките не са били удряни, както в съвременните билярдни игри, а са търкаляни с помощта на дървени пръчки, наречени мейсиз (на английски: mace – „жезъл“). Думата билярд произхожда от френската дума billart, която означава пръчка.
В ранните години на играта, малката вратичка остава част от играта. По това време играта се играе с две топки на маса с шест отвора (джобове), една вратичка и една вертикална пръчка. Билярдната щека измества мейса в края на 17 век. Основна причина за появяването на щеката е трудното отиграване на топките, когато са твърде близо до страничната преграда на масата. Трудността при ударите близо до преградата се дължи на това, че предния край на мейса е по-широк. За да се избегне това затруднение, играчите започнали в такива ситуации да използват задния край на мейса, който бил значително по-тънък.
В началото предназначението на страничните прегради на масата било само да спират излизането на топките от игралната повърхност. С времето и развитието на играта, играчите започват да използват удари, при които топката отскача от преградата.
Най-голям принос за развитието на билярдните игри до съвременния им вид има Англия. След 1800 г. в Англия започва да се използва креда, за да увеличи триенето между щеката и топката. По това време все още не се използва изработен от кожа връх на щеката. Около 30 години по късно, започва масово да се използва кожен накрайник на щеката, който повишава прецизността и времето на контакт между щеката и топката. По-дългия контакт между щеката и топката означава повече контрол върху топката, което е и основното качество, което разграничава по-добрите играчи от по-слабите. Относително по същото време играта започва да се практикува и в Америка. След появата на върха на щеката и кредата в Англия масово започва да се използва странично въртене на топката (side spin). От там тази техника на игра е пренесена и в Америка, поради което в наши дни страничното въртене в САЩ се нарича английско.
По това време промени претърпява и масата, на която се играе. Постепенно популярен за производство на плотовете за билярдните маси става аспидът. След като каучукът се появява по-масово на пазара, той става предпочитан за изработка на бордовете на масата. В крайна сметка билярдната маса, която се е използвала в Англия през 1870 г. е имала съвсем малко различия от билярдните маси днес. Най-разпространени са масите с графитен плот от 3 части. Следват мраморни плотове от 3 части. За по-малките размери маси (8 фута и надолу) се ползват цели плочи, които обаче тежат повече.
През 19 век основната билярдна игра, която е позната на хората е Английският билярд. Играта се играе с върху голяма маса с правоъгълна форма три топки и шест джоба. При масите за английски билярд за пръв път се определят стандартни размери на билярдната маса. Преди това масите са били със случайни размери и характеристики. Постепенно всички маси за Английски билярд стават с дължина 9 – 10 фута, а понякога дори по-големи и отношение между двете страни 1:2.

## Разновидности на билярда
В световен план съществуват 2 разновидности на билярда – френски и руски. Основната разлика между тях е в отворите, наричани още джобове – руският билярд има шест, докато френския е без джобове. Другата съществена разлика е в тежестта на щеките, както и броя и големината на използваните топки.

## Оборудване

### Билярдни топки
Броят, видът и цветът на билярдните топки е различен при различните видове билярдни игри. Стандартният комплект съдържа 16 топки, от които 15 са оцветени, а последната е бяла – топка бияч. Топките мишени са означени с числата от 1 до 15 като тези от 1 до 7 са плътно оцветени, а топките от 9 до 15 са частично оцветени. Топка номер 8 е цялата черна. В игри като Осма топка и Стрейт пул се играе с пълен комплект.
В играта Девета топка топките, с които се играе са 10, а топките, които са предназначени да бъдат вкарвани в джобовете на масата, са тези с номера от 1 до 9 от стандартния комплект.
Други важни характеристики на билярдните топки са твърдостта, коефициентът на триене и еластичността. В исторически план билярдните топки са правени често от глина, а в други случаи – от слонова кост. На билярдните маси с жетони често се използват малко по-големи топки биячи, за да могат да бъдат филтрирани от релсите под масата, така че дори бялата топка да бъде вкарана в някой от джобовете, тя да може да бъде върната на масата до приключването на играта.
Понякога билярдните топки, които се използват за телевизионни спортни предавания, се оцветяват по различен начин, за да могат да бъдат по-лесно различавани на телевизионните екрани. Например в игрите от типа на Осма топка, Девета топка и Десета топка тази с номер 4 може да бъде оцветена в розов цвят вместо в традиционния си лилав цвят, докато топка номер 7 е оцветена в светлокафяво вместо в обикновено кафяво. Когато има такава промяна в цветовете на топките същото се случва и с неплътните топки номер 12 и 15, които по принцип са със същите цветове като 4 и 7. Също така понякога при телевизионни предавания на билярдни игри бялата топка-бияч се случва да бъде с 6 червени точки, за да може да се проследява нейното въртеливо движение по масата по-лесно от зрителите. В билярдните среди се нарича още като „калинка“.
В снукъра се играе с 15 червени топки, 6 цветни топки (жълта, зелена, кафява, синя, розова и черна) и една бяла топка – топка бияч. Червените топки не са номерирани, докато цветните топки понякога са номерирани, а друг път са изцяло оцветени. Диаметърът на билярдните топки, които се използват в снукъра е приблизително 5,25 сантиметра (21/16 инча).
Оригиналните билярдни топки, които са се използвали в миналото, са изработвани от слонова кост доставяна от Африка. В средата на 19 век, когато билярдните игри стават доста популярни из цяла Европа, става ясно че получаването на слонова кост е силно ограничено. Тогава започва търсене на алтернативен материал за производство на билярдните топки. В наши дни се използват масово топки, правени от фенолна смола. Такава се използва от най-големия производител Saluc, който произвежда топки за Aramith и Brunswick.

### Маси
Съществуват много размери и видове билярдни маси. Най-общо отношението между дължината и ширината на билярдните маси е около 2 (масата е два пъти по-дълга от колкото широка). От билярдните маси с джобове най-разпространени са такива с дължина между 7 и 9 фута. Масата за снукър е значително по-голяма, заради по-големия брой топки, които се разполагат върху нея. Обикновено тя е дълга около 12 фута. В игри като Осма или Девета топка, маси с дължина от 9 фута се използват само от играчи, които са решили да се занимават сериозно или професионално с дадената игра. Баровете и другите заведения, които предлагат билярдни маси за комерсиална употреба, обикновено използват маси с дължина 7 фута. Най-често тези маси използват жетони.
Дължината на масата има значение за пространството на повърхността ѝ. При по-малки маси и топки със стандартен размер, играчът разполага с по-малко свободно място върху масата. Билярдните маси с джобове разполагат с 6 джоба – по 3 от всяка страна (4 ъглови (крайни) и два средни).
Всички видове билярдни маси са покрити с билярдно сукно. Често в заведения с билярдни маси, където се играе значително повече, отколкото в домашни условия, се използва „бавно“ и издръжливо сукно. По-високото качество съответно и цена означава и „по-бързо“ сукно. Сукното, което се слага на масите за снукър, обикновено се прави от 100% вълна, което го прави много „по-бързо“ от другите. За сравнение професионалните сукна включват 70% или 80% вълна.
В наши дни плотът на билярдните маси се прави от 1 голяма плоча (когато масата е с дължина 8 фута или по-малка, в много редки случаи и с дължина 9 фута) или няколко по-малки плочи, подредени една след друга. Обикновено при 9-футовите маси се използват 3 плочи, а при снукър масите – 5 плочи. Направени са най-често от графит, а в редки случаи и от мрамор, който обаче не е предпочитан заради по-голямата си тежест.

### Щеки
В игрите от типа на играта Осма топка, а и при други билярдни игри, обичайното тегло на щеката е от 18 до 21 унции (1 унция е равна на 28.3495231 грама).
Всички видове билярдни игри се играят с помощта на щеки. Щеките са изградени от една или от две части, които са съединени в средата от метален, карбонов или дървен винт. По-скъпите и по-качествени щеки са от изградени две части и се произвеждат от скъпи и редки дървета. Оптимално за щеките за игри от типа на Осма топка се използва дървен материал от явор, а за снукъра – ясен.
Задната част на щеката е с по-голямо сечение и е предназначена за хващане от ръката на играча. Предната част на щеката е със значително по-малко сечение и завършва с връх, който обикновено е с дължина 10 – 15 мм. Отпред тапата на щеката е грапава, за да може по нея да полепва креда и в резултат – ударите по топката-бияч да бъдат качествени, вследствие на по-дългия период на триене между тапата и топката-бияч. Така става възможно на топката-бияч да бъде придадена необходимата скорост и въртене.
Върхът на щеката се прави от пресована кожа, карбон или поликарбонатни производни материали. Предната повърхност на върха е грапава, за да може да полепне по нея кредата. Качеството на върха на щеката играе основна роля за прецизността на ударите с щеката. При щеките изградени от две части, предната щека обикновено е с дължина около 75 сантиметра. Основните различия в щеките, които се дължат на предната част, са в теглото и баланса на щеката.

### Креда
Кредата се нанася на върха на щеката, за да повиши коефициента на триене между щеката и топката бияч. Това се налага, за да може да се придаде на топката бияч необходимото за дадения удар въртене. За да се придаде на топката бияч определено въртене, топката трябва да бъде ударена извън нейния център, което при недостатъчно триене между щеката и топката може да доведе до приплъзване на върха по топката.

## Позициониране и правила
И в билярдните игри с джобове, и в тези без отвори, важна роля има позиционирането на бялата топка (топката бияч) спрямо останалите топки на масата. Правилното позициониране в дадена игра позволява на играча да изиграе правилен според правилата удар, което означава че той запазва своя ред на масата или в зависимост от правилата – да я спечели. В повечето игри по-дългото време, в което играча е на масата, означава повече контрол над играта и съответно повече шанс за победа.
В игрите без отвори на масата, контролът върху бялата топка и нейното разполагане на масата е може би най-важното в цялата игра. В тези игри всеки играч се опитва да изпълни правилно своя удар като освен това постави топката бияч на позиция, от която да може да направи още един успешен удар. Това гарантира по-дълга серия от удари, което е правопропорционално на точките, които играча трупа. В случай на невъзможност да се нагласи следваща позиция, която да бъде удобна или въобще възможна за отиграване, добрия контрол над топката-бияч може да доведе до много трудна ситуация за противника, когато дойде неговия ред, което от своя страна носи голям шанс контрола над масата да се върне при първия играч. Такива удари са по-популярни като „защитни“ и са характерни за игрите с отвори по масата.
По близък начин и играчите на билярдни игри с отвори (джобове) се опитват да поставят топката бияч на по-благоприятна за себе си позиция. Всеки играч се опитва с удара си да вкара топката, която е определил и освен това да намери такава позиция за бялата топка, че следващият му удар да бъде възможно най-лесен за изпълнение. Тук основна роля за изхода от дадена партия има именно позиционирането за следващ удар за вкарване. Изключение правят игрите като Девета и Десета топка, където защитните удари в някои случаи могат да решат цели мачове.
За да бъде разположена топката бияч на определена позиция играчите на билярд използват различни въртеливи движения на бялата топка. Това става като ударът бъде насочен не към средата на топката бияч, а към нейната периферия. По този начин бялата топка променя посоката и начина си на движение, след като удари топката, към която е насочена. От физична гледна точка и ако се приеме, че билярдната маса е двуизмерна, една билярдна топка може да има 3 вида движения – постъпателно, плъзгащо се и движение по инерция. Първите две могат да съществуват едновременно, но след определена доза триене на топката със сукното тяхната сила винаги намалява и те се превръщат в движение по инерция. Не може да съществува само постъпателно движение, докато плъзгащото се – може.

## Видове билярдни игри

### Осма топка
Осма топка е един от най-разпространените видове билярдна игра с джобове. В САЩ тя най-често се играе на маси с дължина 7 фута, наричани още на английски bar tables. В началото на играта петнадесетте топки (без топката бияч) се подреждат във формата на триъгълник. Играта е наречена Осма топка, тъй като в крайна сметка победителя се определя от правилното вкарване на топка номер 8 (черната топка). Билярдните маси, предназначени за игра на Осма топка, са стандартни маси с дължина от 6 до 9 фута, с 6 джоба по тях.

### Девета топка
Девета топка е една от характерните за заведения билярдни игри. Това се дължи на значително по-простите правила на играта в сравнение с игри като Осма топка или Снукър. Както всички билярдни игри Девета топка се играе като се редуват ходове на двама играчи. Всеки играч се опитва да направи позволен удар и ако с него успее да вкара някоя от топките на масата има право да продължи. За позволен удар в играта на Девета топка се смята удар, при който бялата първо удря топката с най-ниска стойност на масата (от 1 до 9), след което някоя от всички топки на масата трябва да докосне борд, а бялата топка е останала на масата. Изключение прави случаят, при който играчът вкарва топка номер 9. Ако ударът е изпълнен по правилата и топка номер 9 влезе в някой от джобовете, играчът който я е вкарал побеждава.

### Десета топка
Десета топка е една по-нова билярдна игра. Нейните правила наподобяват тези на девета топка, но някои ключови разлики я правят по-предпочитана от професионалистите в световен план. Както подсказва самото заглавие – играта се играе с 10 топки, като тази с номер 10 е топката, която при вкарване носи победа. В тази игра обаче топките се редят във формата на триъгълник с 10-и номер по средата, което намалява броя на сигурните вкарани топки от разбиване и намалява шансовете на разбиващия да вземе играта без противника му да се яви на масата. Друга ключова разлика е обявяването на удари – всеки играч е длъжен да обяви дали ще играе защитен (на английски: safety) удар или ще вкара една точно определена топка в точно определен джоб. Необявен удар води до прекъсване на серията и смяна на реда – противника има право да стъпи на масата или да върне реда обратно на нарушилия правилото играч (обикновено в случай че ситуацията е неблагоприятна). Това елиминира до голяма степен фактора „късмет“ в играта и изхода на партията се решава най-вече чрез уменията на играчите.

### Снукър
Във Великобритания това е най-разпространената билярдна форма на състезателно ниво. Снукърът е разпространен и в редица други страни. Характерно за играта на снукър е, че вместо играчите да се опитват да вкарат определена топка по определен начин, както е в игри като осма топка и девета топка, в двамата играчи трупат точки. Точките се определят от топките, които са вкарани от играча и от тяхната стойност (1 за червена, 2 за жълта и т.н.). В крайна сметка за победител се счита играчът, който успее да събере повече точки. В играта на снукър максималният брой точки, който може да бъде събран с една визита на играч на масата е 147 (155 при наличие на фрий-бол).

## Техники на удар

### Странично въртене
„Страничното въртене“ (на английски: side spin, а по-често просто side) е завъртане на бялата топка наляво или надясно. Това се прави като контактът на щеката с топката бияч се измества вляво или вдясно от средата на топката. По принцип страничното въртене се използва за да се промени ъгъла на отразяване на топката бияч, след като се удари в борда на масата. Понякога страничното въртене се комбинира с предно или обратно въртене на бялата, за да се постигне отклоняване на топката бияч от нормалната и траектория след контакт с друга топка на масата.
Въртенето на бялата невинаги е причинено от страничен удар на играча по бялата топка. Определено въртене на топката бияч, а и на другите топки на масата, може да се получи от техния контакт с бордовете на масата.

### Продължаване
„Продължаването“ на бялата топка, по често наричано „предно въртене“ или „колие“ (на английски: top spin или просто top) е завъртане на бялата, при което топката бияч започва да се върти по-бързо напред, от колкото при нормалното си движение. Продължаването на топката бияч се постига като мястото на контакт на щеката с бялата топка се измества в горната част на топката бияч. Ако бялата топка е продължена и удари централно някоя топка мишена на масата, топката бияч ще продължи да се движи и да следва ударената от нея топка и след контакта между двете топки.
Заради триенето на бялата топка със сукното на билярдната маса предното въртене е обичайното движение на топките във всички билярдни игри. Поради триенето на топките с повърхността на масата дори бялата топка да бъде ударена напълно централно, постепенно с движението си по масата тя придобива предно въртене. За разлика от продължаването на бялата топка, при обратно въртене на топката бияч със своето движение по масата топката губи началното въртене.
Когато на топката бияч действа предно въртене и тя удари нецентрално някоя от топките на масата, ъгълът на отклонение на бялата топка от нейната траектория, в случай че другата топка не е била там, става по-малък.

### Изтегляне
„Изтеглянето“ (на английски: draw) или „обратното въртене“ (на английски: back spin) е завъртане на топката бияч обратно на посоката на движение. Това се постига като точката на удара между бялата топка и щеката на играча се премества в долната част на топката. Ако бялата топка е изтеглена и се удари централно в друга топка на масата, топката бияч вместо да спре или да продължи напред, се връща назад в посока на мястото, от където е изиграна.
Когато бялата топка е изтеглена и удари нецентрално друга топка на масата ъгълът на отклонение на бялата топка от нейната траектория, в случай че другата топка не е била там, става по-голям.
Обратното въртене забавя движението на бялата топка по сукното на масата. Също така обратното въртене намалява с движението на топката по масата, заради триенето на бялата топка със сукното на масата.

## Билярдни игри със и без джобове

### Без джобове
- Четири топки
- 3 cushion
- Карамбол билярд

### С джобове
- Китайска осма топка
- Осма топка
- Английски билярд
- Девета топка
- Един джоб
- Руски билярд
- Снукър